# San Francisco (гарнитура)
San Francisco — шрифтовая гарнитура типа новый гротеск, созданная компанией Apple. Была впервые представлена для разработчиков 18 ноября 2014 года. Сперва использовался как системный шрифт Apple Watch, а позднее заменил и Helvetica Neue в MacOS и iOS, начиная с OS X El Capitan и iOS 9. San Francisco также стал системным шрифтом для tvOS, начиная с 4-го поколения Apple TV. Это первый новый шрифт, разработанный в Apple за последние почти 20 лет.

## Варианты
San Francisco имеет два варианта: «SF» для MacOS, iOS и tvOS; и «SF compact» для WatchOS. Основное отличие заключается в том, что боковые стенки букв с круглыми формами, такие как о, е, и s, — круглые в SF, тогда как в SF compact они плоские. Благодаря плоским боковым стенкам литер пространство между ними становится больше, тем самым делая текст более разборчивым в малых кеглях, что особенно важно для Apple Watch. Оба шрифта имеют два оптических размера: заголовочный для крупного текста и текстовый для мелкого. По сравнению с заголовочным буквы в текстовом начертании имеют больший внутрибуквенный просвет и более щедрый межбуквенный интервал (трекинг). Операционная система автоматически выбирает заголовочный вариант для размеров не менее 20 пунктов и текстовый для остальных.

## Лицензирование
Шрифт лицензирован для зарегистрированных сторонних разработчиков для проектирования и разработки приложений для watchOS, tvOS, macOS и iOS. Он также используется на MacBook начиная с 2015 года как шрифт на клавиатуре (взамен VAG Rounded).